# お福分け鶴
お福分け鶴とは、伝統おりがみの折鶴をベースにした折り方の一つ。

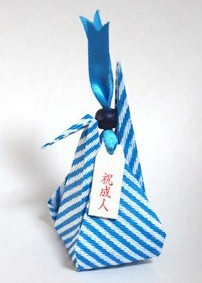
お福分け鶴　『祝成人』

　その使い方とアレンジも含めた名称。

## 概要
お福分け鶴とは、伝統的な折紙である折鶴をベースにしている折り方で、折鶴の腹部に物が入るように工夫されている。
安東洋和（あんどうひろかず）の考案で、2010年の『第21回 国際文具・紙製品ISOT 2010展』に発表・展示された。その展示ではお福分け鶴の折り方と共に遊び方や使い方が紹介された。
ちなみにその展示では折り鶴の折目を型押しした便箋商品などが発表された。

## 遊び方と使い方
お福分け鶴の中にお菓子や小物などを入れて羽根を綴じ、贈り物などに使う。折りあげた時は、羽根が広がった状態であり、羽根の綴じ方のバリエーションとデコレーション、また中に入れる物を工夫することによるアレンジ性が高く、個々人の趣味や好みを反映できる事が特徴。

## 展開
2012年に農業者向けの月刊雑誌『家の光』。（家の光協会刊）2月号の誌上で掲載する。当初のお裾分けする鶴というイメージから、その頃「お福分け」という言葉が広がっていたことにより「お福分け鶴」と命名。雑誌の掲載がきっかけとなり、特に農業者を中心に遊び方と共にその折り方が一般に広がる。